# Xã Felch, Michigan
Xã Felch (tiếng Anh: Felch Township) là một xã thuộc quận Dickinson, tiểu bang Michigan, Hoa Kỳ. Năm 2010, dân số của xã này là 752 người.